# 안토니 콘트레라스
안토니 다니엘 콘트레라스 엔리케스(스페인어: Anthony Daniel Contreras Enríquez, 2000년 1월 29일 ~ )는 코스타리카의 축구 선수로 포지션은 공격수이다. 현재 라트비아 비르스리가의 클럽인 리가에서 활약하고 있다.